# Saltator orenocensis
El saltador de pecho blanco, pepitero del Orinoco, saltador cejiblanco (en Colombia), o lechosero pechiblanco (en Venezuela) (Saltator orenocensis), es una especie de ave paseriforme de la familia Thraupidae perteneciente al  numeroso género Saltator, anteriormente colocada en la familia Cardinalidae. Es nativo del norte de América del Sur.

## Distribución y hábitat
Su área de distribución se extiende desde los extremos noreste y este de Colombia, hasta el noreste de Venezuela.
Esta especie es considerada poco común en sus hábitats naturales: los matorrales áridos y los bosques caducifolios y en galería, es ampliamente diseminada en los Llanos; hasta los 600 m de altitud.

## Comportamiento
Esta especie se alimenta de semillas, frutos, brotes de hojas, y artrópodos. El macho emite un fuerte canto desde lo alto de un árbol. Construye su nido en forma de taza en las ramas de los árboles. Para ello emplea fibras vegetales, tapizando el interior con pelos o plumas. 

## Sistemática

### Descripción original
La especie S. orenocensis fue descrita por primera vez por el naturalista francés Frédéric de Lafresnaye en 1846 bajo el mismo nombre científico; su localidad tipo es: «desembocadura del río Orinoco, Venezuela».

### Etimología
El nombre genérico masculino «Saltator» proviene del latín «saltator, saltatoris» que significa ‘bailarín’; y el nombre de la especie «orenocensis» se refiere a la localidad tipo, el río Orinoco.

### Taxonomía
El género Saltator era tradicionalmente colocado en la familia Cardinalidae, pero las evidencias genéticas demostraron que pertenece a Thraupidae, de acuerdo con Klicka et al (2007). Estas evidencias también muestran que la presente especie es hermana de un clado integrado por Saltator similis, S. coerulescens, y el par formado por S. albicollis y S. striatipectus.

### Subespecies
Según la clasificación Clements Checklist/eBird v.2019 se reconocen dos subespecies, con su correspondiente distribución geográfica:
- Saltator orenocensis orenocensis Lafresnaye, 1846 – Llanos de Venezuela, al norte del río Orinoco.
- Saltator orenocensis rufescens Todd, 1912 – noreste de Colombia (Península Guajira y noroeste árido de Venezuela).